# La Guadalupe, Tlacoachistlahuaca
La Guadalupe är en ort i Mexiko.   Den ligger i kommunen Tlacoachistlahuaca och delstaten Guerrero, i den sydöstra delen av landet, 290 km söder om huvudstaden Mexico City. La Guadalupe ligger 745 meter över havet och antalet invånare är 316.
Terrängen runt La Guadalupe är huvudsakligen kuperad, men norrut är den bergig. Terrängen runt La Guadalupe sluttar söderut. Runt La Guadalupe är det ganska glesbefolkat, med 31 invånare per kvadratkilometer. Närmaste större samhälle är Tlacoachistlahuaca, 14,2 km söder om La Guadalupe. Omgivningarna runt La Guadalupe är huvudsakligen savann.